# Anacamptis ×gennarii
Anacamptis ×gennarii is een Europese orchidee. Het is een veel voorkomende natuurlijke hybride (ook wel nothospecies genoemd) van de harlekijn (Anacamptis morio) en de vlinderorchis (A. papilionaceae).

## Naamgeving enetymologie
- Synoniem: Anacamptis ×yvesii (Verg.) B.Bock, Orchis ×yvesii Verg., Orchis ×pseudorubra Freyn ex Rouy, Orchis ×debeauxii E.G.Camus, Orchis ×gennarii Rchb.f.
- Hybridenformule: Anacamptis morio × Anacamptis papilionaceae

De botanische naam Anacamptis is afkomstig van het Griekse 'anakamptein', achterover leunen, wat slaat op de naar achter gebogen pollinia. De soortaanduiding gennarii is een eerbetoon aan Patrizio Gennari (1820-1897), een Italiaanse botanicus.

## Kenmerken
A. ×gennarii is een natuurlijke intragenerische hybride, het resultaat van een kruising tussen twee soorten van hetzelfde geslacht. Zoals bij de meeste orchideeënhybriden, vertoont A. ×gennarii intermediaire kenmerken, tussen die van beide oudersoorten inliggend. Zelden zijn bepaalde kenmerken onmiskenbaar van een van beide ouders afkomstig. Die samenstelling van kenmerken is dikwijls verschillend van plant tot plant; de variabiliteit van de kenmerken is dus veel groter dan bij de oudersoorten.

## Verspreiding en voorkomen
A. ×gennarii komt voor van Portugal tot Turkije en de Kaukasus. Door verwarring met de beide oudersoorten is het volledige verspreidingsgebied niet goed bekend.
In Frankrijk is de soort vrij zeldzaam en enkel bekend van de departementen Var en van Corsica.

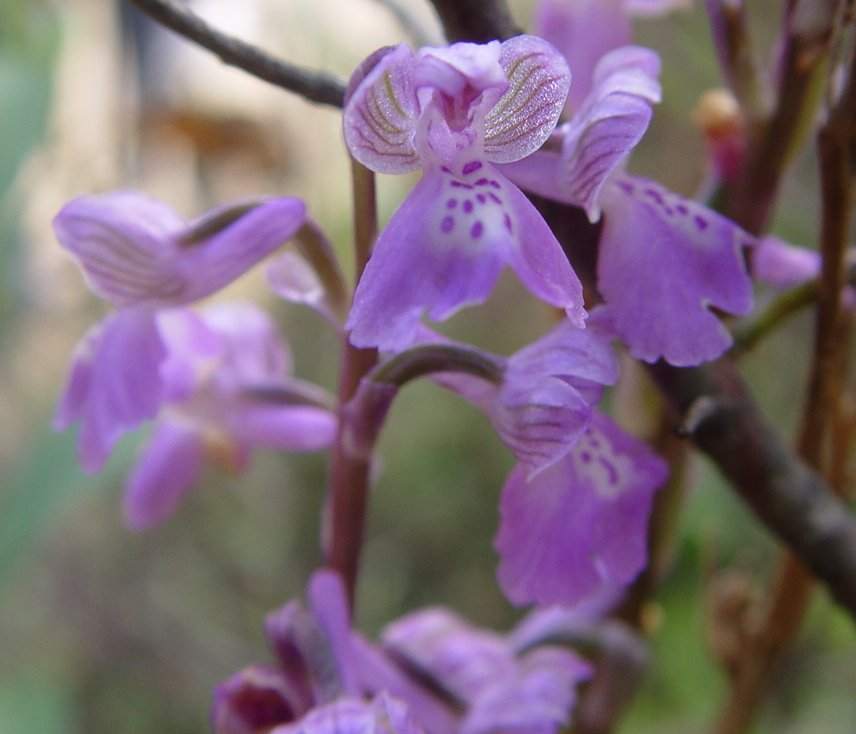
Harlekijn (Anacamptis morio)
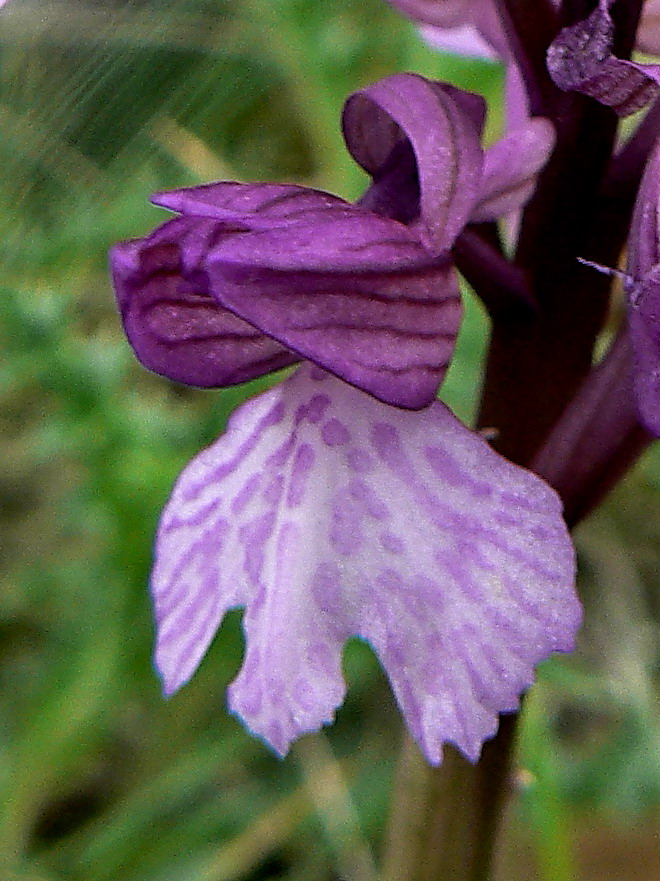
Anacamptis ×gennarii
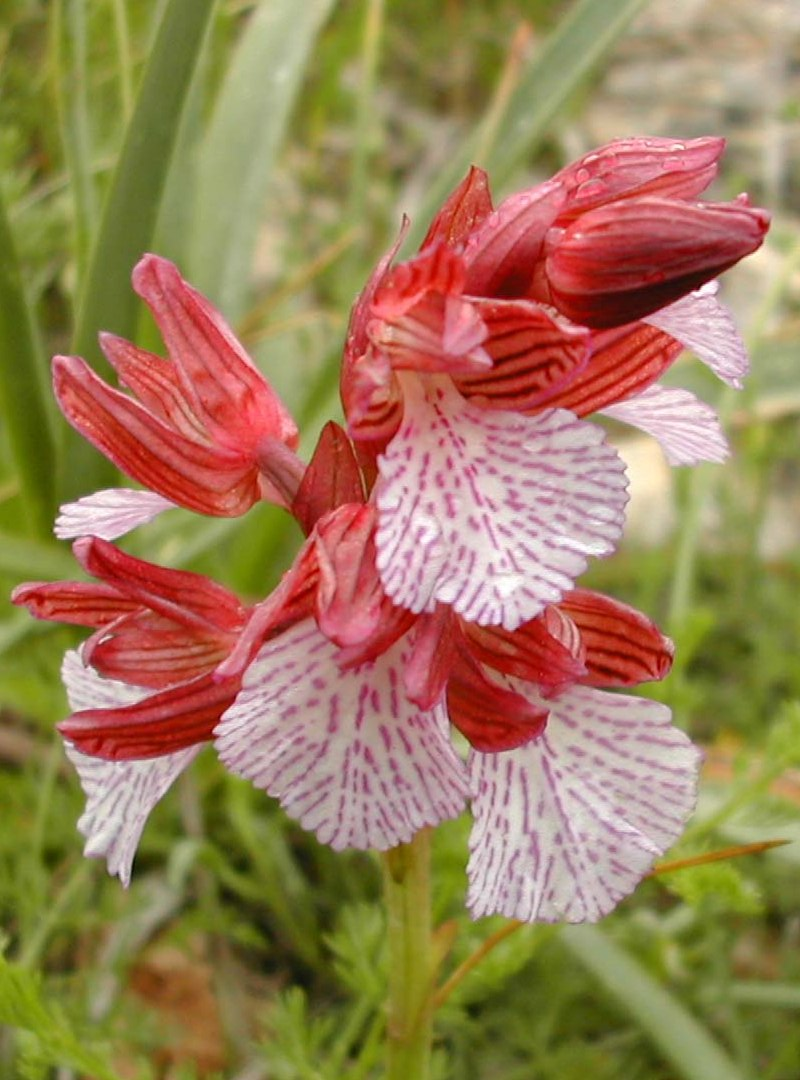
Vlinderorchis (Anacamptis papilionacea)